# 阿德里安·冈萨雷斯 (棒球运动员)
艾德里安·岡薩雷斯（Adrian Gonzalez，1982年5月8日—）出生於美國加利福尼亞州聖地牙哥，曾是美國職棒大聯盟的一壘手，也是2000年大聯盟的選秀狀元。他是一名墨西哥裔美國人，年幼時曾於墨西哥生活過12年，並在2006年、2009年和2013年三次代表墨西哥參加世界棒球經典賽。

## 棒球生涯
2000年岡薩雷斯高中畢業後，他在大聯盟選秀大會上被佛羅里達馬林魚在首輪第一順位選中，成為自1993年艾力士·羅德里奎茲以來首位內野手狀元秀。隨後他手腕受傷，馬林魚隊認為他在揮棒上會有所障礙，因此他在一筆涉及烏蓋特·厄比納的交易中被送到德州遊騎兵。

### 德州遊騎兵
岡薩雷斯在遊騎兵隊並沒有站穩腳跟，兩個賽季僅分別代表球隊出場16次和43次。2005年賽季結束後，他和克里斯·楊、特梅爾·斯萊吉一起被送到聖地牙哥教士，換來亞當·伊頓和大塚晶則。

### 聖地牙哥教士

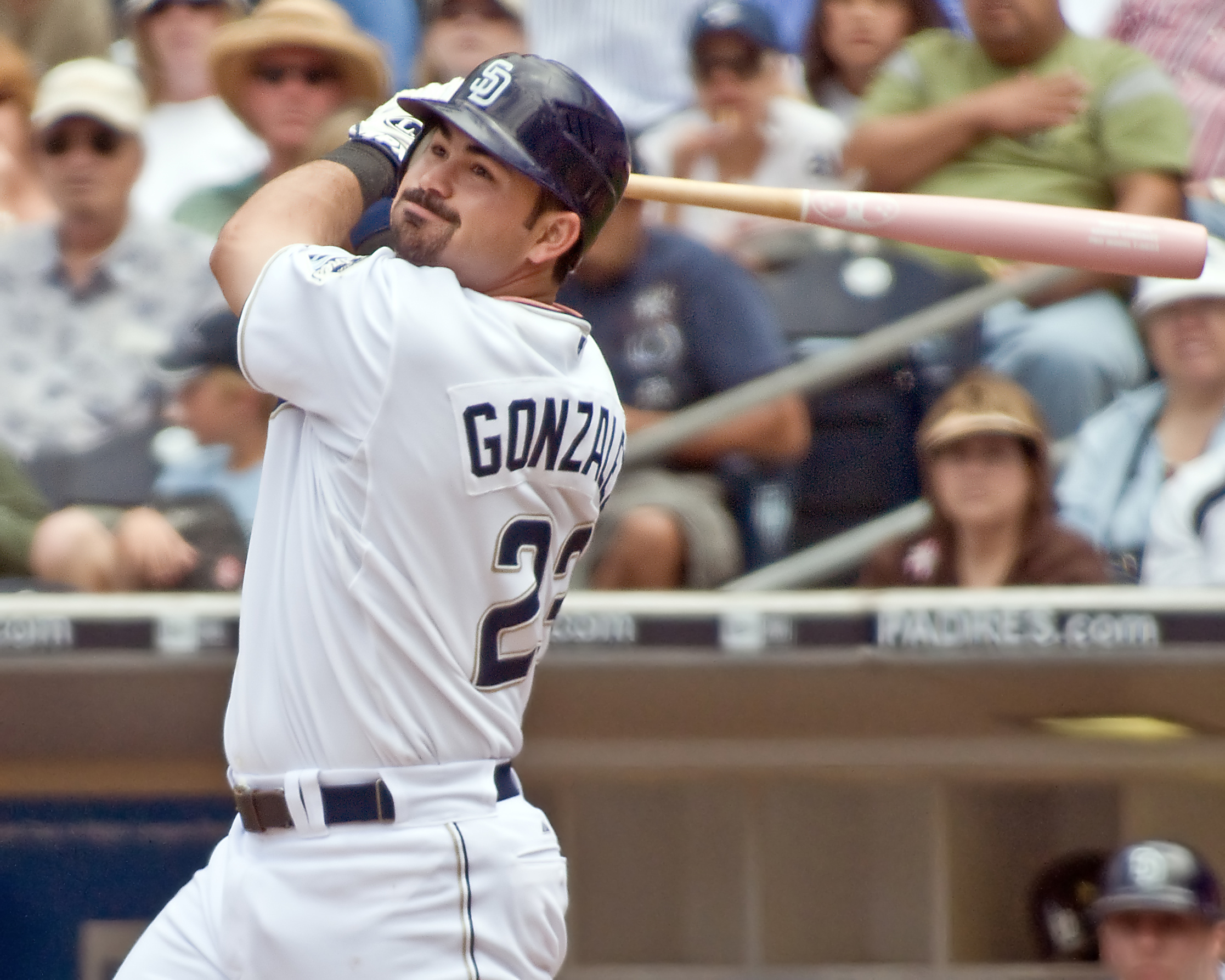
岡薩雷斯打擊中

來到教士隊後，岡薩雷斯的打擊和守備都有所提高。他是首位在佩特科球場有多場擊出兩支以上全壘打的球員。在教士的第一個賽季他擊出了24支全壘打，打擊率3成04。
2007年3月31日，岡薩雷斯和球隊簽下了4年950萬美元的合同。這個賽季他擊出30支全壘打，並有100分打點，均在球隊排名第一。
2008年岡薩雷斯的打擊成績更進一步，擊出36支全壘打和119分打點。這個賽季他獲得了國聯一壘手金手套獎，並首次入選了全明星賽。
2009年岡薩雷斯開季的狀況十分火熱，五月最後一周被評為國聯單周最佳球員。盡管佩特科球場是個極度偏向投手的球場，但他在四五兩個月一共擊出了23支全壘打，排名大聯盟第一。這個賽季他再度入選全明星賽，還參加了全壘打大賽，但在第一輪僅擊出兩支全壘打被淘汰。8月1日在對密爾瓦基釀酒人的比賽中，岡薩雷斯單場6支6，成為隊史上首位在九局比賽擊出六支安打的球員。這個賽季他擊出生涯新高的40支全壘打，並有119次保送，排名大聯盟第一，他也連續兩年獲得國聯一壘金手套獎。

### 波士頓紅襪
2010年12月6日，紅襪以3名球員凱西·凱利、安東尼·瑞佐、Reymond Fuentes及1名日後指定的選手交易岡薩雷斯，並於2011年4月16日與岡薩雷斯簽下七年一億五千四百萬美元的合約。

## 私人生活
岡薩雷斯和妻子居住在聖地牙哥。他們成立了一個基金會，為貧困的青少年提供在運動、教育和健康等方面的幫助。
岡薩雷斯的胞兄艾德格·岡薩雷斯曾與其一同效力於聖地牙哥教士，艾德格2010年曾轉赴日本職棒中央聯盟加盟讀賣巨人隊，2011年一度返美，2012年再度赴日，現效力於讀賣巨人隊。

## 外部鏈接
- 球員資訊和成績在MLB，ESPN，Baseball-Reference，Fangraphs，The Baseball Cube（英文）
- 岡薩雷斯的官方網站
- 岡薩雷斯的基金會 （页面存档备份，存于）

| 前任： 喬許·漢米爾頓 | 大聯盟選秀狀元 2000年 | 繼任： 喬·莫爾 |